# Карагужино
Карагу́жино (рос. Карагужино, башк. Ҡарағужа) — присілок у складі Учалинського району Башкортостану, Росія. Входить до складу Міндяцької сільської ради.
Станом на 2002 рік присілок входив до складу ліквідованої Казаккуловської сільської ради.
Населення — 79 осіб (2010; 86 в 2002).
Національний склад:
- башкири — 93%